# Martin Sonneborn
Martin Sonneborn (nascut el 15 de maig del 1965) és un humorista i polític alemany i membre del Parlament Europeu per Alemanya. És un dels fundadors i president del partit satíric Die PARTEI. També va ser del 2000 al 2005 l'editor en cap de la revista satírica Titanic i col·labora amb la revista de notícies Spiegel Online i el canal de televisió públic ZDF. A les eleccions europees del 2014, fou escollit diputat amb el 0,6% dels vots. D'ençà el 2014, Sonneborn fou membre de la comissió de cultura i educació, i també de la delegació per les relacions amb la península de Corea. A més, fou membre suplent de la comissió de control pressupostari.
En les Eleccions al Parlament Europeu de 2019, el Die PARTEI va rebre el 2,4% dels vots (898.386 sufragis en total), obtenint dos eurodiputats.